# 符号化方式
符号化方式（ふごうかほうしき）は、デジタル処理・伝送・記録のための、情報のデジタルデータへの変換方式のことである。変換されたデータを符号と呼び、符号から元の情報へ戻すことを復号と呼ぶ。
情報をデジタルデータ化すると、コンピュータ（処理）や光ケーブル（伝送）、メモリ・ディスクなどの記録媒体（蓄積）で扱いやすい。

## 情報源符号化
情報源符号化（source coding）とは文字・画像・音声などの元情報の符号化である。符号化の対象となる情報の性質に応じた符号化方式が選択される。
例えば、音響であれば人間の聴覚の特性に基づいたサンプリング周波数の選択や、心理聴覚理論に基づいた高効率符号化（高能率符号化あるいは圧縮とも）などが行われる。
一般にコンピュータはバイト単位でデータにアクセスするため、ほとんどの符号化方式では文字や画像などを最終的にバイト列として表現できるようにしている。

### 情報源符号化の諸方式

#### 映像情報の符号化
映像には次のような特性がある。
高い自己相関性
写真や絵画などの自然画像の場合、ある1点の状態（明るさや色）は周囲の状態との類似性が高い。つまり画像を画素で表現した場合、任意の点の上下左右・斜め四方に隣り合う画素の状態とはほぼ同じということである。また、画像を走査線により表現した場合、ある走査線は前後の走査線の状態と類似する。さらに、動画像の場合にはあるフレームの画像は全体として前後のフレームの画像とよく似ている。こうした性質を利用することにより予測符号化を行うことが可能である。
人間の視覚特性が利用できる
人間の視覚の性質上、明るさの変化に対し色彩の変化のほうが感知しにくい。言いかえれば輝度の解像度は色彩の解像度よりも高い。また、ゆるやかな明るさや色の変化の途中に不連続的な変化があると知覚しやすい反面、複雑な変化をする部分は細かく見分けにくく、多少の違いを感知することは難しい。このような視覚の性質を考慮して、違いを感知できない範囲であれば情報を簡略化することが可能である。予測符号化の精度を決定するに当たりこの性質を利用すると無駄なく符号化が行える。

#### 音響信号の符号化
人間の聴覚特性には周波数特性（フレッチャーマンソン曲線など）のほか、心理音響モデルによれば、ある周波数の音が響いている時には近い周波数の音は聞こえにくくなる。これをマスキング効果という。この性質を利用することにより効率良い符号化を行うのがMPEGオーディオ規格(MP3等)である。

#### 文字コードの符号化
日本語の 文字コード を符号化するときに問題となるのが文字の種類の多さである。1文字に対して1バイトを使うと256種類の文字までしか表現できない。英語であれば文字の種類は数十種類と少ないため、古くは 1文字 = 1バイトの形式が主流であった。しかし漢字はこの範囲におさまらないため、いくつかの符号化方式が提案された。現在は複数の方式が混在する状態になってしまっている。
日本語を表記するための符号化方式として代表的なものは ISO-2022-JPやShift_JIS、EUC-JPなどであるが、最近徐々に UTF-8 などの符号化方式も利用されるようになってきている。

## 通信路符号化
通信路符号化（Channel Coding）とは、情報を送る通信路の帯域、雑音や妨害などの性質に応じて、すでに情報源符号化された情報を再度符号化するものである。
たとえば、データの信頼性を高めるための誤り検出、誤り訂正符号の付加や、畳み込み符号化などがある。